# 克利夫蘭山
86°19′S 130°0′W / 86.317°S 130.000°W
克利夫蘭山（英語：Cleveland Mesa），是南極洲的山峰，位於瑪麗伯德地，處於密歇根高原東南端，長9公里、寬6公里，美國地質調查局根據測量和該國海軍的空中照片繪入地圖，現時由南極條約體系管理。